# Раптовий викид породи і газу
Раптовий викид породи і газу (рос. внезапный выброс породы и газа; англ. gas and rock outburst, нім. Gas-Gesteins-Ausbruch m) — лавиноподібний процес руйнування породного масиву з виносом і переміщенням породи по виробці потоком газу, що виділяється. Породний масив руйнується по контуру виробки. Частина відкинутої від вибою породи роздроблена до розмірів грубозернистого піску. Порожнина, що утворилася оконтурена породою, що розшарувалася на тонкі лускаті пластинки. Спостерігається підвищене у порівнянні зі звичайним газовиділення у виробку, повітряний поштовх, струс масиву. Кут укосу викинутої породи менший від природного. Порушення технологічного процесу пов'язане з пошкодженням машин, кріплення, руйнуванням лінії діючого вибою.
Викид може бути незначних обсягів, але збільшений у порівнянні з розрахунковим виходом породи під час вибухової відбійки - за рахунок руйнування породи при її пружному відновленні та розширення газу (метану, вуглекислого газу, азоту або їх суміші), що вміщений у порах та тріщинах.
Викид породи та газу відбувається в газоносних пісковиках на глибині 800 м і більше, а також в насичених газом калійних солях. Характерна особливість В.п.г. — розшарування відкинутої та оточуючої порожнину викиду породи на дрібні лусочки, орієнтовані відносно осі виробки.
Типові умови виникнення явища: газонасичені високопористі пісковики. Проведення виробок буропідривним способом. Геологічні порушення. Розвиток явища визначають гірничий тиск та фізико-механічні властивості газоносних порід.
Попереджувальні ознаки: ділення керна на опукло-увігнуті диски. Збільшення коефіцієнта використання шпурів і ступеня дроблення породи в попередніх циклах проведення вибухових робіт.